# 卡尔加里元
卡尔加里元（英語：Calgary Dollar）是一种在加拿大阿尔伯塔省卡尔加里使用的区域货币。卡尔加里元不是加拿大的法定货币，也不是得到中央政府背书的货币，这种货币的只能在小部分场所使用。发行卡尔加里元的目的是为了发展社区经济、支援社区建设、并让地方恢复繁荣。

## 介绍
2018年推出了数字化的卡尔加里元，发行了iOS和Android软件，架设了新版网站还有新的在线操作平台。
卡尔加里元的面值有1元、5元、10元、25元、50元。卡尔加里元使用塑料作为载体，大小和加元相同。卡尔加里元的货币符号为“C$”。
卡尔加里元起源于慈善机构阿鲁沙中心在1995年发起的社区项目。该社区项目最早被称为弓奇努克易货社区（Bow Chinook Barter Community），使用的货币被称为弓奇努克时（Bow Chinook Hour）。2002年货币和社区项目同时被改名为卡尔加里元。
卡尔加里元组织认为加拿大税务局默许他们发行货币，因为加拿大税务局出版的一份刊物提到了对地方上使用具有“名义价值货币”的易货团体进行征税的问题。
2018年3月卡尔加里元更换了新标志，宣传口号为：“本土化，赚钱。”

卡尔加里元的标志